# Romei (pellegrini)
Col termine Romei s'indicavano in età medievale i pellegrini cristiani che, da ogni parte d'Europa (e, in qualche raro caso, anche dall'Africa e dall'Asia) si recavano a Roma per venerare nella sua basilica il sepolcro di Pietro e la basilica in cui erano sepolte le spoglie di Paolo.
La via più nota da essi percorsa era la via Francigena che, da oltralpe, attraversava di preferenza il passo del Monginevro (ma anche quelli del San Bernardo e del Moncenisio) per poi intraprendere il cammino verso la Città Eterna.
Se il più antico resoconto d'un pellegrinaggio a Roma lungo la via Francigena viene datato al 990, la pratica di recarsi a visitare luoghi santi della Cristianità risale a molto tempo prima. Sia a Gerusalemme, sia a Santiago di Compostela, sia a Tours (per venerarvi le reliquie di San Martino), sia nel Gargano (per visitare il santuario eretto all'arcangelo Michele, i pellegrini si mossero principalmente a fini devozionali e penitenziali, specialmente a Gerusalemme, in cui sono attestate pie visite ai luoghi in cui aveva operato il Cristo fin dai primissimi secoli del calendario cristiano.
Il pellegrinaggio a Roma conobbe il suo massimo impulso però a partire dal 1300, anno in cui papa Bonifacio VIII Caetani dispose il primo Giubileo cristiano.